# 媽的多重宇宙
《媽的多重宇宙》（英語：Everything Everywhere All at Once）是一部2022年美國科幻電影，由關家永與丹尼爾·舒奈特編導。主演包括楊紫瓊、關繼威、史蒂芬妮·許、珍妮·斯蕾特、岑勇康、吳漢章和潔美·李·寇蒂斯。劇情講述一位中年華裔妇女捲入了一場瘋狂的冒險，她獨自一人能透過探索其他宇宙來拯救世界，本质是讲述了女性的中年危机。本片於2022年3月11日於西南偏南首映，2022年3月25日在美國上映。
這部電影獲得了廣泛的好評，評論家稱讚它的想像力、視覺效果、幽默、導演、剪輯、表演，以及對存在主義、虛無主義和亞裔美國人身份等主題的處理。該片囊括奧斯卡金像獎七项大奖，同时也获得獨立精神獎、哥譚獎與評論家選擇電影獎，入選美國電影學會年度十大電影，並入圍英國電影學院獎、金球獎、澳洲影視藝術學院國際獎等。關家永與丹尼爾·舒奈特獲得奧斯卡金像獎、美國導演工會獎、美國編劇工會獎、美國製片人工會獎；演員群獲得美國演員工會獎最佳電影卡司，楊紫瓊與關繼威則獲得奧斯卡金像獎、金球獎、美國演員工會獎與獨立精神獎等。

## 剧情
本片分為三個部分，每一個章節的標題與本片的英文片名互相呼應。

### 第一部分：
（Part 1: Everything）
移民美國的華人女性伊芙琳·王（Evelyn Wang）与丈夫王威门（Waymond Wang）经营着一家洗衣店，但卻因为税务上的问题而被美国国税局审计。在夫妻的关系不再親密下，威门打算和伊芙琳辦离婚。此时，伊芙琳正忙著照顧她那位严苛且患有失智症的爸爸適應在美國的生活，女儿王乔伊（Joy Wang）亦正想把女朋友贝琪介绍给爺爺认识。因為瑣事而忙得焦頭爛額的伊芙琳向父親介紹貝琪時卻步，謊稱貝琪是喬伊的好友，喬伊因此負氣離開。
下午，夫妻倆帶著爸爸前去国税局，與稽查员包蒂垂會面，但威门的身体突然被α宇宙（Alphaverse）的威门接管，性格也发生了变化。α威门告訴伊芙琳说这個世界上有很多平行宇宙存在，他们每做一个选择就会從一個宇宙分裂出另一个宇宙。在已故的α伊芙琳的领导下，α宇宙的人民开发出一种名叫“宇宙摇”（verse-jumping）的技术，只要戴上一個形狀像免持聽筒的傳送器，同時满足特定的条件就能將佩戴者的意識傳送到另一个平行宇宙中的另一個自己並获取另一个自己的技能、记忆和情感。α威门解釋說，平行宇宙正受到一位神祕壞蛋「豬八土扒姬」（α喬伊變成的一位可操控多重宇宙的超能力者）威胁，而伊芙琳正是阻止豬八土扒姬的關鍵。
伊芙琳在α威门的指導下不停善用其他宇宙的伊芙琳的技能迎戰宇宙搖傳送過來的「豬八土扒姬」的手下：被平行宇宙意識控制的迪尔德丽。伊芙琳在意識傳送的過程中，发现自己在其他宇宙中过着光鮮亮麗的人生。在其成为一位武打巨星的宇宙裏，伊芙琳拒絕與威门結婚，亦沒有移民至美國開洗衣店，威门亦在那個宇宙成为了一位大展鴻图的企业家。其他宇宙還有伊芙琳有和蒂垂成為同志情侶和一個全人類都變成热狗手指的怪異宇宙等等。同時，由於宇宙搖的傳輸並不穩定，α威门的意識時不時脫離，轉變回原本的威門，讓伊芙琳的戰鬥變得更加艱辛。
伊芙琳在意識傳送過程中，得知威門其實並不是真的想離婚，他只是想假裝離婚來吸引伊芙琳的注意以好好進行一場夫妻對談。透過武打明星宇宙獲得的中國功夫，伊芙琳終於擊敗蒂垂。當「豬八土扒姬」透過喬伊的身體傳送到伊芙琳面時前，伊芙琳驚訝地發現豬八土扒姬原來就是來自α宇宙的喬伊。α喬伊利用超出物理法則的手段殺死多位大樓警衛，還宣稱她集合了平行宇宙中的萬事萬物，创造出了一个如同黑洞般的“萬能貝果”，这种貝果成为摧毁平行宇宙的威胁。千鈞一髮之際，α公公及時趕到並暫時擊退了豬八土扒姬。豬八土扒姬知道α威门指導伊芙琳後，其意識返回α宇宙策畫突襲，喬伊暫時恢復正常。
α威门向伊芙琳道出真相，原來α伊芙琳曾經為了研究出宇宙搖技術而走火入魔，不惜拿親生女兒做實驗，瘋狂地讓α喬伊經歷宇宙搖。最終導致α喬伊精神崩潰並獲得上帝般的能力，可以不受任何條件限制進行宇宙搖，亦可以隨意操作宇宙中的物质。獲得神力的α喬伊也將憎恨已久的母親殺死。而伊芙琳因為駭客騷擾寄生，恰好符合開通神力的潛能。α公公在考驗伊芙琳是否擁有消滅「豬八土扒姬」的勇氣時得知伊芙琳不願意對女兒下手，認為她會步上α喬伊的後塵，於是將擁有神力資質的伊芙琳視為敵人。α公公通过宇宙搖技術召喚大量手下，这批人开始在国税局大楼内聚集，朝伊芙琳一家發動攻勢。
伊芙琳為了突破重圍而再次連結不同宇宙中的自己。在擔任鐵板燒廚師的宇宙中，她和一位受到厨师帽裡的一隻浣熊控制的廚師查德共事，如同2007年皮克斯動畫电影《料理鼠王》一樣；有善於旋轉廣告牌的宇宙；以及一個因為意外而成為盲人歌手並和爸爸相處融洽的宇宙。透過這些平行宇宙的技能順利擊退α公公的部隊後，α威门的本體卻在α宇宙遭到「豬八土扒姬」殺死，伊芙琳則因為宇宙搖過度而失去意識。

### 第二部分：
（Part 2: Everywhere）
伊芙琳在各個宇宙間游離，試圖回到原本的宇宙。α喬伊在浩瀚的多元宇宙中找不到幸福快樂，只有無窮無盡的低潮，因此她的目的並非殺死伊芙琳，而是尋找另一個和她一樣擁有神力且能夠感同身受的伊芙琳，了解到世上萬物都不再重要。
伊芙琳被α乔伊的思想左右，終於激發出自己無限制的宇宙搖的神力。α公公大驚失色，派出剩餘的手下想消滅伊芙琳。伊芙琳與α乔伊的主意識來到一個未遭攻擊的平凡宇宙，在那裏，伊芙琳於洗衣店的新年派對裡情緒失控，不把催繳稅務的蒂垂放在眼裡，且簽下離婚同意書。同時，伊芙琳的意識分支又前去不同的宇宙自暴自棄。經過一番情緒發洩後，母女倆的意識跳躍到石頭宇宙，化身成兩顆石頭開始對談，使伊芙琳明白女兒長久以來的壓力跟孤單。喬伊坦承萬能貝果實際並非用來毀滅宇宙，而是摧毀自己，並說服母親能伴她一同解脫。
在關鍵時刻，伊芙琳位於武打明星宇宙中的意識和企業家威门在一條陰暗的小巷中談心，威门雖然知道自己身處的世界的殘酷，但他依然選擇相信事物美好的一面。原宇宙的威門在情況一團糟時仍心存善念，還成功說服蒂垂延緩稅務稽查。伊芙琳被兩個威門的話語所打動，在新年派對上与威门和解，並利用多元宇宙的能力找出α公公的手下所感到幸福的人事物，藉此喚醒他們。同時也在其他宇宙幫助查德追回浣熊和喚醒跟自己相愛的蒂垂，並以母愛說服了α公公。即使伊芙琳反悔，喬伊仍執意走進萬能貝果的黑洞以自我解脫。伊芙琳為了挽回女兒而驕傲地向爸爸揭露喬伊的性向，喬伊誤以為母親只是想證明自己便憤而離開。伊芙琳明白喬伊的內心真正渴望的是愛跟關注，而她情願待在被破舊洗衣店綁住的宇宙裡，永遠陪伴喬伊，珍惜微薄的快樂。乔伊被伊芙琳感化而回归母親的怀抱。

### 第三部分：
（Part 3: All at Once）
伊芙琳更加珍惜親情和婚姻，貝琪也成为家里的一份子。一天，他们再次回到国税局處理稅務。當蒂垂宣布王家的資產報備已經順利通過時，伊芙琳的注意力被其他宇宙的自己吸引。在蒂垂的呼喊下，伊芙琳的意識重新回到自己的宇宙裡。

## 演員
- 楊紫瓊飾演伊芙琳·王[註 7]：娘家姓關[註 8]，一名能跨越多重宇宙的女子。
- 史蒂芬妮·許飾演王喬伊（Joy Wang）／豬八土扒姬（Jobu Tupaki）：伊芙琳的女兒。
- 關繼威飾演王威門（Waymond Wang）：伊芙琳的丈夫。
- 吳漢章飾演公公（Gong Gong）[註 9] ：伊芙琳的爸爸。
- 潔美·李·寇蒂斯飾演包蒂垂[註 10]：國稅局稽核員
- 塔莉·梅德尔（英语：Tallie Medel）饰演贝琪（Becky）：乔伊的女朋友
- 珍妮·斯蕾特飾演黛比（Debbie）：綽號大鼻子，洗衣店顾客。
- 岑勇康飾演查德（Chad）：与伊芙琳共同出现在多元宇宙中的铁板烧大厨
- 奧黛麗·瓦西勞斯基（英语：Audrey Wasilewski）飾演α房車（Alpha RV）人員
- 丹尼爾·舒奈特飾演區域經理

#### 部分演员照片

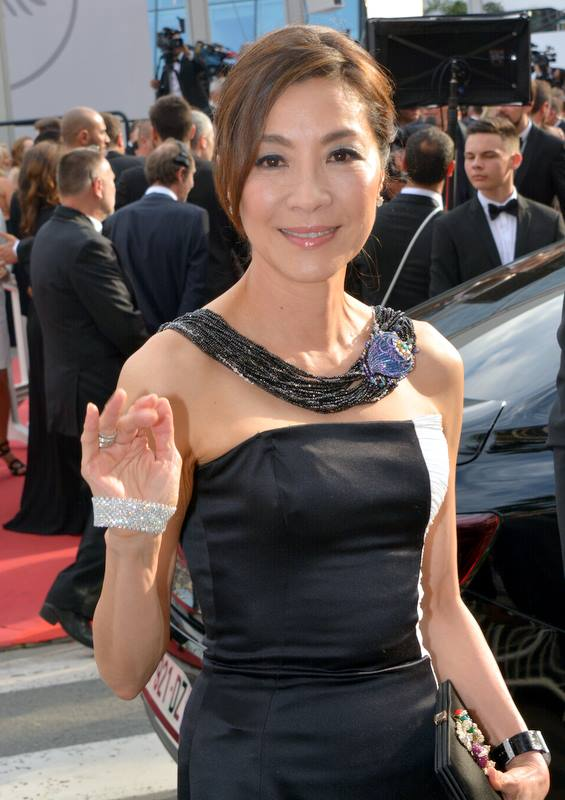
杨紫琼（飾伊芙琳·王）
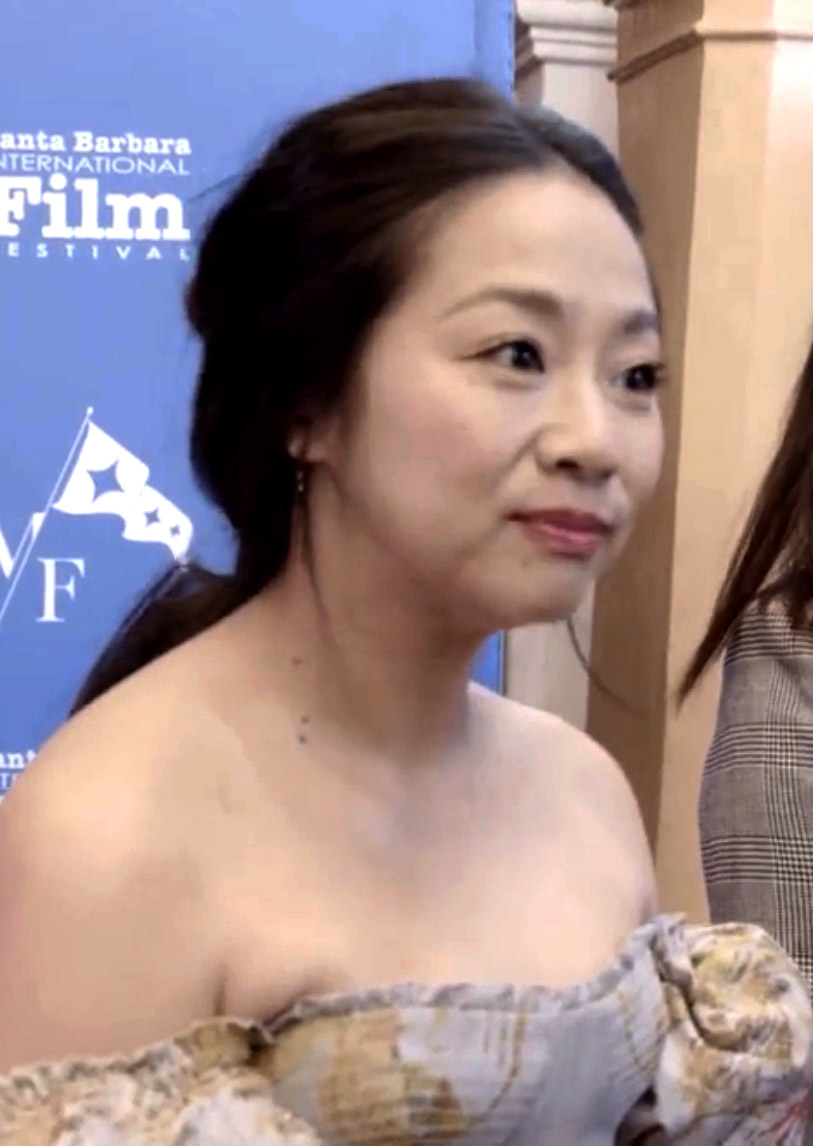
史蒂芬妮·許（飾王喬伊）
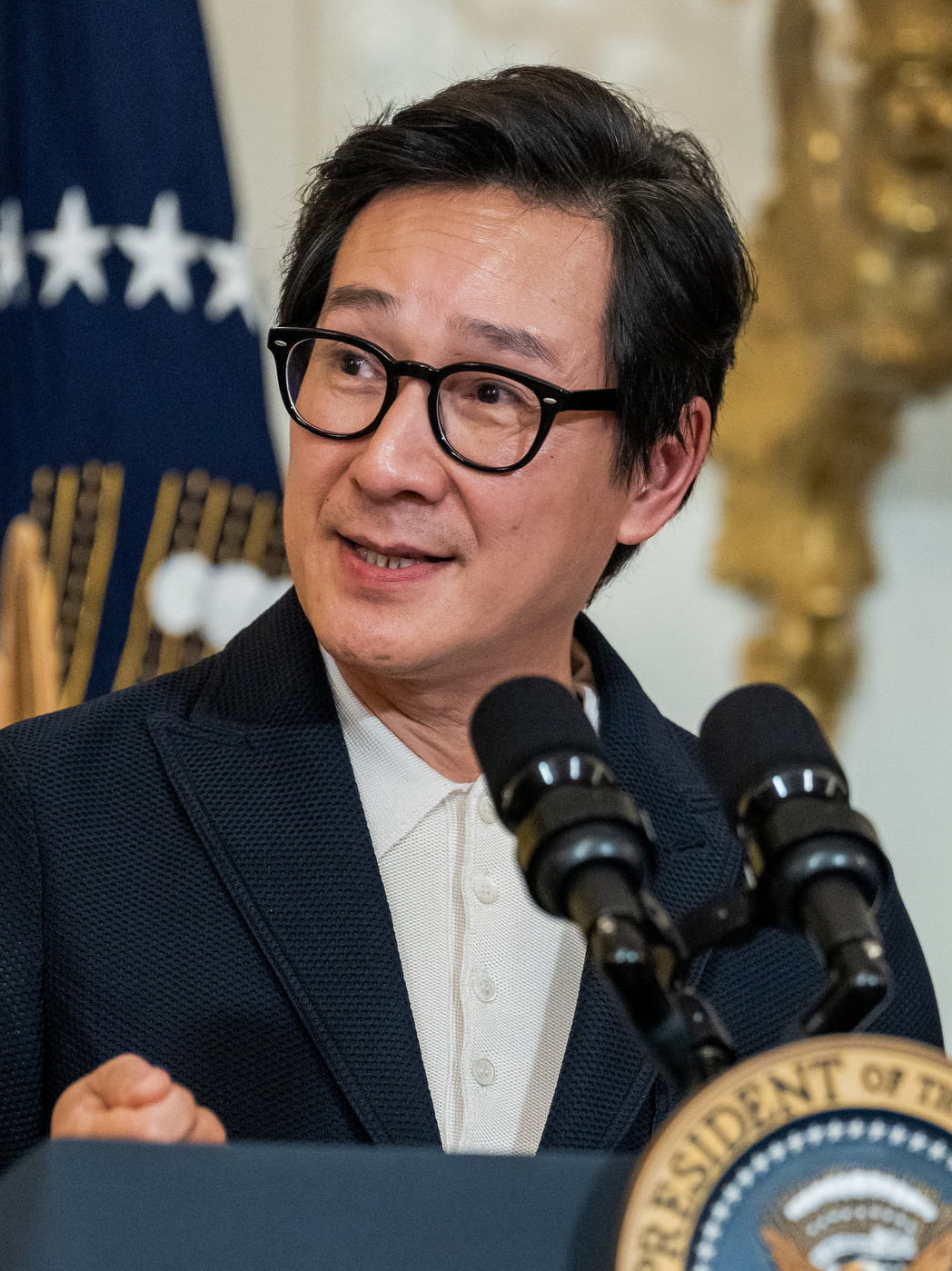
關繼威（飾王威門）
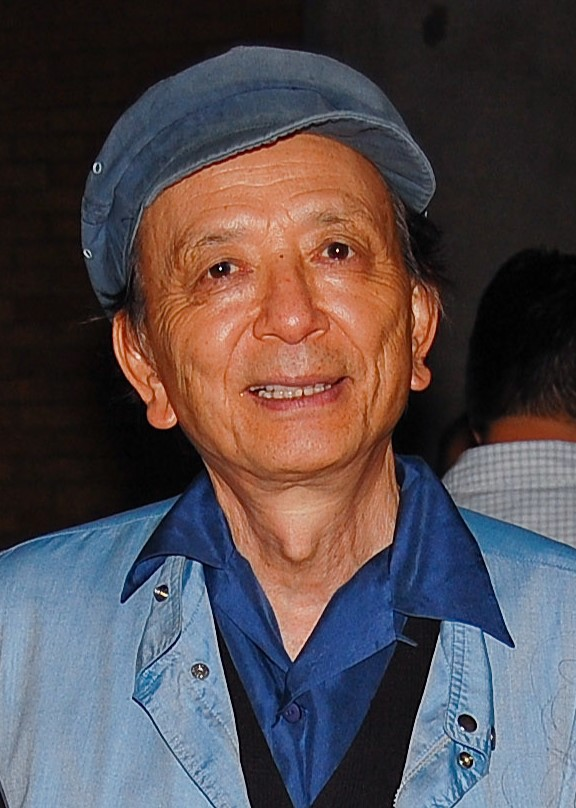
吳漢章（飾公公）
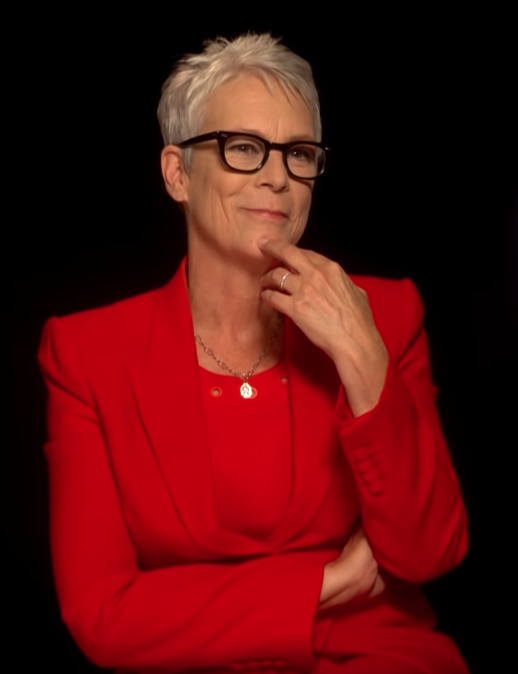
潔美·李·寇蒂斯（飾包蒂垂）
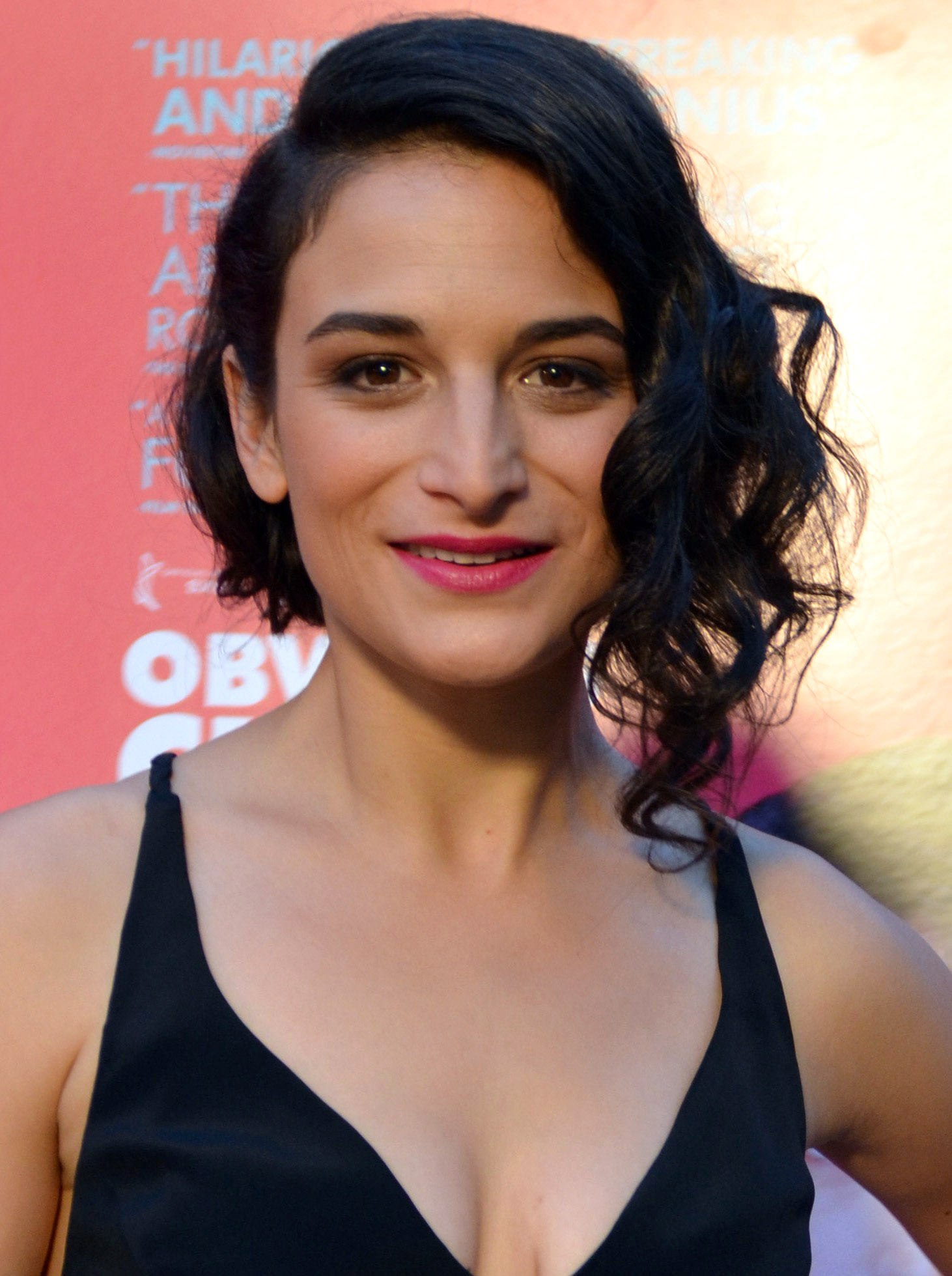
珍妮·斯蕾特（飾黛比）
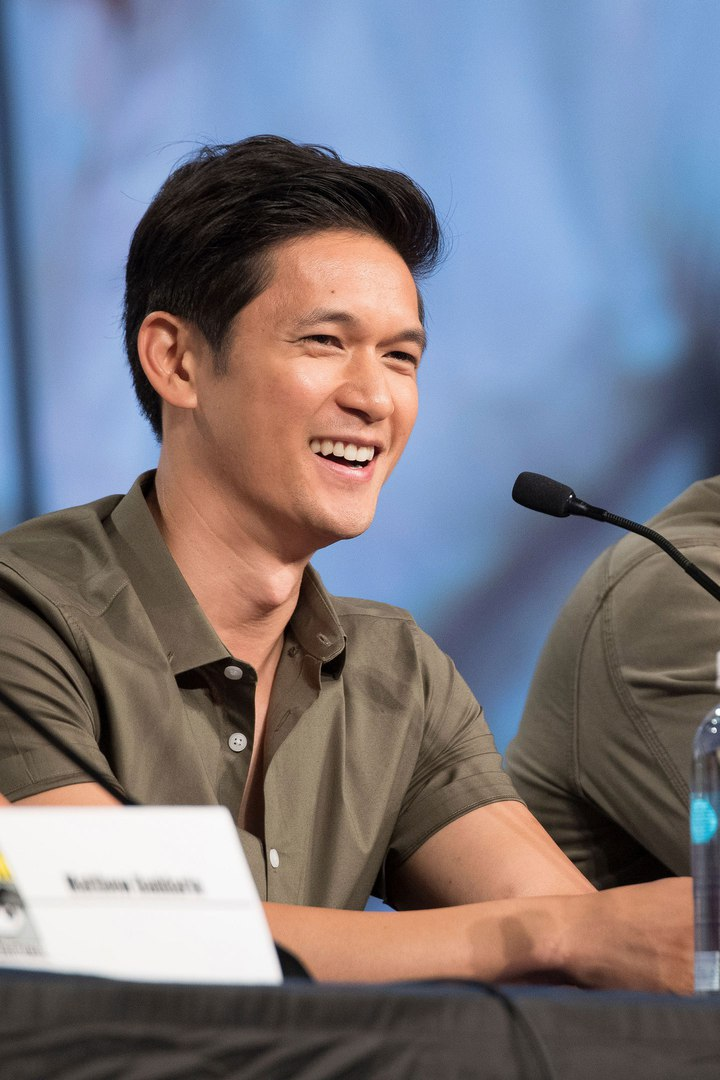
岑勇康（飾查德）

## 製作
2018年8月，宣布楊紫瓊和奧卡菲娜將出演由關家永與丹尼爾·舒奈特執導的「跨次元動作片」，而羅素兄弟擔任製片人。2019年3月，電影獲得了在加利福尼亞州拍攝的稅收抵免。2019年9月，關和舒奈特表示仍然等待亮起綠燈的指示。2020年1月，奧卡菲娜因行程衝突退出。同月，宣佈許瑋倫、吳漢章、關繼威和潔美·李·寇蒂斯加入演員陣容，而許瑋倫將飾演奧卡菲娜的角色。

### 拍攝
拍攝於2020年1月開始進行。

## 發行
該片於2022年3月11日西南偏南首映，2022年3月25日美國上映。

## 評價
《瞬息全宇宙》獲得媒體和影評家的廣泛好評，爛番茄根據331條評論（314條好評，17條差評），本片獲得95%的新鮮度，平均得分8.6／10，觀眾投票獲得89%的分數，平均得分為4.5／5，網站共識評價寫道：「在傑出的楊紫瓊的引領之下，《瞬息全宇宙》以專業校準的感官衝擊力而不負其名」。在Metacritic上，電影根據54條評論獲得81分（滿分100分），代表「普遍讚譽」。爛番茄網站整理「有史以來最好的81部亞裔美國電影」名單，《瞬息全宇宙》排名第8名。《時代雜誌》公布的2022年6月「16部必看LBGTQ題材電影」中，本片榜上有名。PosTrack的問卷調查中，有89%的觀眾對本片抱持正面評價，其中77%的觀眾表示願意推薦本片。
《IndieWire》的大衛·埃利希（David Ehrlich）將本片稱為「鬧劇天才的狂歡之作」，他稱讚導演和演員的演出，其中尤其以楊紫瓊的表現最受好評。《好萊塢報導》的大衛·魯尼（David Rooney）則稱本片「瘋狂策畫的成癮者天堂，充滿了瘋狂的想像力，而且常常很有趣」，他稱讚演員陣容和配樂，但認為對故事潜在主題的處理令人印象不足。瑪麗亞·E·蓋茨（Marya E. Gates）在影評網站「RogerEbert.com」讚揚楊紫瓊的表演，寫道：「楊紫瓊是這部電影的重要支柱，她扮演的角色展示了她各種各樣的才能，從她精湛的武術技巧到她高超的喜劇時機，再到她挖掘人類豐富情感的無限深度的能力，這些情感往往只需一瞥或一個反應」。《衛報》的查爾斯·布拉梅斯科（Charles Bramesco）讚譽丹尼爾一家構建了一個「宏大、精緻和詳細的視覺表達」。《華爾街日報》的艾米·尼科爾森（Amy Nicholson）寫道：「在將近兩個半小時的播出時間裏，這部電影的雄心壯志倍增，再次倍增，仿佛這是一個培養皿，裡面充滿了關先生和謝因特爾先生最瘋狂的想法。」。
莫琳·瑞恩在《名利场》的評論中強調楊紫瓊在劇中的表現，寫道：「楊紫瓊給伊芙琳灌輸了憂鬱、後悔、决心和好奇心的陰影」，稱楊紫瓊「讓她對主角的能量充滿熱情」。Podcast網站《The Ringer》的亞當·奈曼（Adam Nayman）稱這部電影為「寫給楊紫瓊的情書」，補充道「《瞬息全宇宙》的一切都非常刺激，讓59歲的影星有機會展現出人意料的表演實力，同時重溫上世紀90年代讓她成為全球偶像的高空格鬥編排」。傑克·科伊（Jake Coyle）在《芝加哥太陽報》撰文寫道：「儘管《瞬息全宇宙》可能接近超載，但正是這部電影讓你充滿了無限可能的解放感，無論是在其隨心所欲的遊戲性方面，還是在其令人驚訝的對存在絕望的溫柔描繪方面。」。電影網路社交平台「letterboxd」宣布，本片曾在該網站上與《教父》和《寄生上流》並列該網站有史以來最受歡迎的電影，在6月份時則排名在前十名之中。
持批評觀點的影評家中，同為《衛報》撰文的彼得·布拉德肖給本片2顆星（滿分5顆星）的分數，稱本片「儘管有一些巧妙的噱頭，這部廣為流傳的喜劇結果卻是一場奇怪的平庸失火」，補述道：「有一些很好的噱頭和活潑的庫布里克風格，還有一個真正令人震驚的場景，伊芙琳羞辱了她的女兒——一個真正令人不安的家庭功能障礙時刻，似乎來自另一部電影，一部平行宇宙中的電影。但這種瘋狂的無後果事件接二連三，一系列活動因切換到另一個平行世界而被取消，這意味著實際上沒有任何事情處於危險之中，這部電影變成了長時間無處可去的無形揮霍。再一次，這部電影很受推崇，並帶有飛碟裝飾般的重要通知……我希望我更喜歡它。」。《新政治家》的萊恩·吉爾比（Ryan Gilbey）則批評本片「大量的精力和才能都花在了家庭單位的理想化以及對一個從未存在過的美國的追求上。當你看完一部令人厭煩的 140 分鐘滑稽可笑電影的結尾時，反高潮的概念有了全新的意義，裡面塞滿了製作者無法忍受的古怪想法（法蘭克福腸手指、有感覺的岩石、致命的假陽具），卻發現它的哲學等於：振作起來，善良，偶爾給媽媽打電話。」。
本片被爛番茄評為2022年最佳奇幻/科幻電影榜首、最佳全國上映電影第二名。根據Metacritic列出「2022年前十佳電影排行榜」統計，本片被眾多媒體與影評家列入2022年前十佳電影名冊，在該排行榜的積分位居榜首。2023年，爛番茄滿25週年特別專題中，本片在該站名列「影評家選出過去25年的最佳電影」排行榜第15名。

#### 影評年度十大電影排行
- No. 1 /Film（英语：/Film）[註 11][38]
- No. 1 /Film[註 12][39]
- No. 1 /Film[註 13][40]
- No. 1 ABC新聞[41]
- No. 1 阿肯色州民主黨人公報（英语：Arkansas Democrat-Gazette）[42]
- No. 1 奧斯汀紀事報[註 14][43]
- No. 1 Awards Campaign[44]
- No. 1 BBC文化[45]
- No. 1 Below the Line[46]
- No. 1 漫畫書資源網[47]
- No. 1 CinemaBlend[48]
- No. 1 ComingSoon.net（英语：Mandatory (company)）[49]
- No. 1 Den of Geek（英语：Den of Geek）[50]
- No. 1 帝國雜誌[51]
- No. 1 Exclaim!（英语：Exclaim!）[52]
- No. 1 Flood[53]
- No. 1 GameSpot[54]
- No. 1 Heat Vision[55]
- No. 1 IGN[56]
- No. 1 Inverse（英语：Inverse (website)）[57]
- No. 1 io9（英语：Io9）[58]
- No. 1 拉斯維加斯週報（英语：Las Vegas Weekly）[註 15][59]
- No. 1 Mashable[60]
- No. 1 紐奧良銅錢時報（英语：The Times-Picayune/The New Orleans Advocate）[61]
- No. 1 新音樂快遞[62]
- No. 1 匹茲堡雜誌（英语：Pittsburgh Magazine）[63]
- No. 1 Spin[64]
- No. 1 鹽湖城論壇報（英语：The Salt Lake Tribune）[65]
- No. 1 聖荷西信使報[66]
- No. 1 Tilt（英语：Tilt (French magazine)）[67]
- No. 1 週刊報道（英语：The Week）[68]
- No. 1 We Are Movie Geeks[69]
- No. 1 WhatCulture（英语：WhatCulture）[70]
- No. 1 Yahoo美國[71]
- No. 2 /Film[註 16][72]
- No. 2 /Film[註 17][73]
- No. 2 /Film[註 18][74]
- No. 2 影音俱樂部[75]
- No. 2 奧斯汀美國政治家報（英语：Austin American-Statesman）[76]
- No. 2 波士頓網（英语：Boston.com）[77]
- No. 2 堡壘號（英语：The Bulwark (website)）[78]
- No. 2 Complex（英语：Complex Networks）[79]
- No. 2 前音後果[80]
- No. 2 Decider[81]
- No. 2 君子雜誌[82]
- No. 2 愛達荷報（英语：The Idaho Press）[83]
- No. 2 MovieWeb（英语：MovieWeb）[84]
- No. 2 時人[85]
- No. 2 鹽湖城週報（英语：Salt Lake City Weekly）[86]
- No. 2 ScreenAnarchy（英语：Screen Anarchy）[87]
- No. 2 蘇城報（英语：Sioux City Journal）[88]
- No. 2 TheWrap[89]
- No. 3 芝加哥每日先驅報（英语：Daily Herald (Arlington Heights, Illinois)）[90]
- No. 3 Filmspotting（英语：Filmspotting）[註 19][91]
- No. 3 IndieWire[92]
- No. 3 地鐵週刊（英语：Metro Weekly）[93]
- No. 3 納什維爾風景（英语：Nashville Scene）[94]
- No. 3 The Playlist[95]
- No. 3 The Root（英语：The Root (magazine)）[96]
- No. 3 瘦身雜誌（英语：The Skinny (magazine)）[97]
- No. 3 第三海岸評論[98]
- No. 3 Yahoo英國[99]
- No. 4 奧斯汀紀事報[註 20][100]
- No. 4 小鎮小村（英语：Town & Country (magazine)）[101]
- No. 4 Uproxx[102]
- No. 5 /Film[註 21][103]
- No. 5 奧斯汀紀事報[註 22][104]
- No. 5 CBC新聞[105]
- No. 5 娛樂.ie（英语：Entertainment.ie）[106]
- No. 5 HeadStuff[107]
- No. 5 荷里活報道[註 23][108]
- No. 6 /Film[註 24][109]
- No. 6 奧斯汀紀事報[註 25][110]
- No. 6 哥倫布地下報[111]
- No. 6 Culture Whisper[112]
- No. 6 FilmBook[113]
- No. 6 完全電影（英语：Total Film）[114]
- No. 7 /Film[註 26][115]
- No. 7 美聯社[註 27][116]
- No. 7 哈潑時尚[117]
- No. 7 合眾國際社[118]
- No. 8 RogerEbert.com（英语：RogerEbert.com）[119]
- No. 9 Brief Take[120]
- No. 9 [註 28][121]
- No. 9 紐約郵報[122]
- No. 9 明星論壇報（英语：Star Tribune）[123]
- No. 10 Collider[124]
- No. 10 環球郵報[125]
- No. 10 獨立報[126]
- No. 10 Polygon[127]
- No. 10 Time Out[128]
- No. 10 今日美國[129]

### 榮譽
2022年至2023年影獎季間，《媽的多重宇宙》領跑數個獎項。本片獲得獨立精神獎、哥譚獎、評論家選擇電影獎等40個單位的最佳影片，並名列美國電影學會與國家評論協會年度十大電影，另入圍奧斯卡金像獎、英國電影學院獎、金球獎、澳洲影視藝術學院國際獎等；編導關家永與丹尼爾·舒奈特也獲得奧斯卡金像獎、美國導演工會獎、美國編劇工會獎、美國製片人工會獎肯定。
楊紫瓊成為首位入圍暨獲得奧斯卡最佳女主角的亞洲演員、首位美國演員工會獎華裔影后、金球獎第二位音樂及喜劇類電影亞裔影后，並獲得獨立精神獎、土星獎、國家評論協會獎、波士頓影評人協會獎等30個單位的肯定。
關繼威成為首位入圍暨獲得奧斯卡與美國演員工會獎的華裔男演員、首位獲得美國演員工會獎最佳男配角的亞裔演員，也是時隔40年第二位獲得金球獎最佳電影男配角的亞裔演員，並獲得獨立精神獎、哥譚獎、評論家選擇電影獎、國家影評人協會獎、紐約影評人協會獎、波士頓影評人協會獎、洛杉磯影評人協會獎等50多個單位的肯定。

## 影响
在中国大陸官媒2022年发布的一篇影评《〈瞬息全宇宙〉：花哨形式与单一想象》中，作者以「生活西化」形容出柜的女儿乔伊以带过同性恋的桥段，在中华人民共和国互联网引起讨论。

## 外部連結
- 《天马行空》在A24的簡介（英文）
- 互联网电影数据库（IMDb）上《媽的多重宇宙》的资料（英文）
- 豆瓣电影上《媽的多重宇宙》的資料 （简体中文）
- 媽的多重宇宙的X（前Twitter）
- 媽的多重宇宙的Instagram帳戶